# Dicranum lamellatum
Dicranum lamellatum là một loài rêu trong họ Dicranaceae. Loài này được Mont. Müll. Hal. mô tả khoa học đầu tiên năm 1848.